# اوکان ییلماز
اوکان ییلماز (انگلیسی: Okan Yılmaz؛ زادهٔ ۱۶ مهٔ ۱۹۷۸) بازیکن فوتبال اهل ترکیه است.
از باشگاه‌هایی که در آن بازی کرده‌است می‌توان به باشگاه فوتبال دیاربکرسپور، باشگاه فوتبال قونیه‌اسپور، باشگاه ورزشی ساکاریاسپور، باشگاه فوتبال بورسااسپور، باشگاه ورزشی مالاتیااسپور، باشگاه فوتبال آلانیا اسپور، باشگاه فوتبال اردواسپور، و باشگاه ورزشی وان‌اسپور اف‌کی اشاره کرد.
وی همچنین در تیم‌های ملی فوتبال زیر ۲۱ سال ترکیه و ترکیه بازی کرده‌است.